# Гертруда Бабенберг (Тюрингия)
Вижте пояснителната страница за други личности с името Гертруда Бабенберг.
Гертруда Бабенберг или Гертруда Австрийска (на немски: Gertrud von Babenberg; * 1210/1215, † 1241) от династията Бабенберги, е ландграфиня на Тюрингия.

## Живот
Дъщеря е на австрийския херцог Леополд VI фон Бабенберг (1176 – 1230) и на съпругата му византийската принцеса Теодора Ангелина (1180/1185 – 1246). Сестра е на херцог Фридрих II Бабенберг от Австрия и на Маргарет фон Бабенберг, омъжена през 1225 г. за германския престолонаследник Хайнрих VII и през 1246 г. за чешкия крал Отокар II.
През 1238 г. Гертруда се омъжва за Хайнрих Распе IV (1204 – 1247) от фамилията Лудовинги, ландграф на Тюрингия, който от 1246 г. е анти римско-немски крал. Тя е втората му съпруга. Бракът е бездетен. След три години Гертруда умира.